# استان شمالی، اوگاندا
منطقه شمالی (به لاتین: Northern Region) یک منطقه در اوگاندا است.

## خصوصیات
منطقه شمالی ۸۵٬۳۹۱٫۷ کیلومترمربع مساحت و ۵٬۱۴۸٬۸۸۲ نفر جمعیت دارد و ۱٬۰۷۸ متر بالاتر از سطح دریا واقع شده‌است.